# Beli Bim txernoe ukho
Béli Bim txernoe ukho (original en ciril·líc: Белый Бим Чёрное ухо; lit. Blanc Bim, orella negra; títol internacional en anglès: White Bim Black Ear) és una pel·lícula dramàtica soviètica de 1977 dirigida per Stanislav Rostotski. Es basa en el llibre homònim escrit per Gavriil Troiepolski i tracta sobre un gos de raça setter Gordon de color blanc i amb una orella negra que es queda sense llar a causa de la malaltia del seu amo. La pel·lícula va ser nominada als premis Oscar a la millor pel·lícula en llengua estrangera als 51è premis de l'Acadèmia (1978).

## Argument
Ivan Ivanovitx, un home gran aficionat a la lectura i la natura, compra un cadell malgrat la coloració inadequada i l'orella negra del gos, que es consideren defectes pel que fa a la seva raça estàndard. L'home anomena el seu gos Bim (forma diminutiva: Bimka), i sovint el porta al camp per permetre-li rastrejar els ocells i jugar, tal com és propi de la seva naturalesa.
Ivan Ivanovitx comença a desenvolupar problemes cardíacs i, quan la malaltia empitjora, és traslladat a un hospital. El gos no suporta l'espera de l'única persona que s'ha preocupat mai d'ell, i emprèn un viatge a la recerca del seu amo. Comença així la història d'un gos de carrer i les seves aventures i encontres amb tota mena de gent, des d'amables a cruels. Malgrat totes les coneixences i amistats, és incapaç de trobar una llar permanent, i acaba proseguint sempre el seu viatge. Finalment, el seu amo torna a casa i es vol retrobar amb Bim, però descobreix que el gos ha estat enganyat per un pèrfid veí i ha mort.

## Repartiment
- Viacheslav Tikhonov com a Ivan Ivanovitx (amo del gos)
- Vasia Vorob'ev com a Tolik (nen que cuida el gos)
- Irina Shevchuk com a Daxa
- Valentina Vladimirova com a dona furtiva
- Andrei Martinov com a conductor
- Ania Ribnikova com a Liusia (una noia)
- Iuri Grigor'ev com a agent de policia
- Dos setters anglesos com Bim